# Batalha de Kandahar (2021)
A Batalha de Kandahar   começou em 9 de julho de 2021  e terminou em 12 de agosto de 2021, quando o Talibã conquistou o controle da cidade de Kandahar das Forças de Segurança Nacional Afegãs. Depois de intensos combates durante semanas, as defesas da cidade começaram a se dissolver em agosto. Isso permitiu que o Talibã entrasse e invadisse a maior parte da cidade em 12 de agosto de 2021, incluindo a prisão de Sarposa, o que incluiu a libertação de mais de 1.000 prisioneiros e, finalmente, a captura da cidade.

## Antecedentes
Kandahar, a segunda maior cidade do Afeganistão e capital da província de Kandahar, era uma cidade fortemente defendida e protegida pelas forças do Exército Nacional Afegão. No entanto, em meio à ofensiva talibã de 2021, os insurgentes lideraram ataques brutais na cidade, desgastando as defesas e fazendo com que muitos desertassem e fugissem devido ao medo de serem capturados pelo Talibã.
Simultaneamente com a retirada da maioria das tropas dos Estados Unidos do Afeganistão, os ataques do Talibã foram ferozes, com muitas capitais provinciais caindo para o grupo, as forças do Exército Nacional Afegão tiveram que se concentrar em outros lugares, enfraquecendo as defesas da cidade. Essas combinações permitiram que o Talibã capturasse muitos distritos vizinhos, incluindo Spin Boldak. Com isso, as tropas talibãs entraram na cidade de Kandahar, iniciando confrontos pesados.

## Batalha
A batalha pela cidade começou no início de julho, quando militantes do Talibã começaram a invadir as áreas urbanas do Sétimo Distrito Policial de Kandahar. Os comandos afegãos foram forçados a transferir prisioneiros da prisão de Kandahar para evitar uma insurreição. Em meados de julho, pesados confrontos ocorreram em toda a cidade, forçando mais de 11.000 famílias a se mudarem de Kandahar para campos de refugiados. O Talibã também capturou o distrito de Kandahar (também chamado de distrito de Dand), onde o Aeroporto de Kandahar está localizado. O aeroporto permaneceu controlado pelo governo, no entanto, permitindo que a Força Aérea Afegã continuasse seus bombardeios contra os rebeldes que avançavam. Contudo, esses ataques aéreos tiveram pouco efeito. Em resposta aos ataques rebeldes inabaláveis, o governo impôs um toque de recolher na cidade em 16 de julho, enquanto enviava mais comandos para ajudar na defesa de Kandahar.
Apesar desses reforços, os insurgentes capturavam cada vez mais distritos policiais, empurrando os partidários do governo para o centro da cidade. A Força Aérea Afegã, auxiliada pela Força Aérea dos Estados Unidos, continuou a bombardear o Talibã em vão. Em 22 de julho, Kandahar estava sendo essencialmente sitiada pelos rebeldes. Todos os distritos vizinhos, exceto o distrito de Daman, caíram sob o controle talibã e apenas o campo aéreo de Kandahar permaneceu sob total controle do governo. De acordo com o FDD's Long War Journal, a queda potencial do distrito de Daman para os insurgentes tornaria extremamente difícil para as forças do governo manterem a cidade de Kandahar. 
No início de agosto, os sitiadores talibãs foram fortalecidos por reforços, o que lhes permitiu aumentar a pressão e forçar o governo a enviar ainda mais tropas para manter Kandahar. Um grande ataque ao centro da cidade foi repelido pelos comandos com assistência aérea. Consequentemente, o Talibã se concentrou no aeroporto, bombardeando-o com foguetes para reduzir a capacidade da Força Aérea Afegã de intervir nos combates. Como a cidade foi destruída pelo conflito, o governo aconselhou todos os civis a evacuarem em 5 de agosto. À medida que a batalha por Kandahar se desenrolava, no entanto, o governo era cada vez mais pressionado em outras partes do país. As tropas talibãs capturaram Herat e Kunduz como parte de sua ofensiva em agosto.
Em 11 de agosto, as defesas dos lealistas na prisão de Kandahar ruíram, permitindo que os insurgentes libertassem centenas de prisioneiros e privando o governo de um reduto crucial. A queda da prisão tornou a defesa contínua da cidade extremamente difícil. Os líderes locais também pressionaram o governador e os comandantes militares a aceitar um ultimato do Talibã de retirada. Com as forças do governo sendo subjugadas, optaram por um recuo estratégico da cidade, o que teria sido aconselhado pelo alto comando estadunidense, de onde o 205.º corpo de exército havia deixado a cidade. Esta retirada permitiu que o Talibã entrasse em Kandahar e solidificasse oficialmente seu governo na região.

## Significado
Kandahar é a segunda maior cidade do Afeganistão e uma das mais estratégicas, como um centro importante para o sul do país. Espera-se que a captura de Kandahar dê ao Talibã um grande impulso moral, já que o movimento foi fundado nessa cidade durante a guerra civil afegã.